# Aeropuerto de Tasiujaq
El Aeropuerto de Tasiujaq (del inglés: Tasiujaq Airport) (IATA: YTQ, OACI: CYTQ) está ubicado a 1,5 MN (2,8 km; 1,7 mi) al suroeste de Tasiujaq, Quebec, Canadá.

## Aerolíneas y destinos
- Air Inuit
  - Kuujjuaq / Aeropuerto de Kuujjuaq
  - Aupaluk / Aeropuerto de Aupaluk
  - Ciudad de Quebec / Aeropuerto internacional Jean-Lesage de Quebec
  - Kangiqsujuaq / Aeropuerto de Kangiqsujuaq